# Вільям Конгрів
Вільям Конгрів (англ. William Congreve, нар. 24 січня 1670 — 19 січня 1729) — англійський драматург і поет. Визначний завдяки розумним, сатиричним діалогам і впливом на стиль комедії свого часу. Був незначною політичною фігурою британської партії вігів.

## Біографія
Дитинство і юність провів у Ірландії. Вивчав право в лондонському братстві Middle Temple. Покинув навчання після успіху першої поставленої комедії «Старий нежонатий (англ. The Old Bachelor) в 1693 році. 
Найвизначнішою п'єсою вважається «Шлях світу» (англ. The Way of the World), яку вперше представили публіці 1700 році. Його головний герой Мірабелла і прекрасний Міламант, який бореться за руку і статки славної дівчини. 
Помер в результаті травм, отриманих під час нещасного інциденту, коли повозка пана Вільяма перевернулась. Похований в Вестмінському абатстві. 